# Villers-le-Sec, Meuse
Villers-le-Sec är en kommun i departementet Meuse i regionen Grand Est (tidigare regionen Lorraine) i nordöstra Frankrike. Kommunen ligger i kantonen Montiers-sur-Saulx som tillhör arrondissementet Bar-le-Duc. År 2022 hade Villers-le-Sec 127 invånare.

## Befolkningsutveckling
Antalet invånare i kommunen Villers-le-Sec
| Referens: INSEE |